# Pisco punch
Pisco punch es un cóctel inventado por Duncan Nicol en un bar llamado el Bank Exchange a finales del siglo XIX, en San Francisco, Estados Unidos de América. El Bank Exchange estaba localizado en la esquina sureste de la intersección de las calles Montgomery y Washington, en el edificio Montgomery Block, donde actualmente se encuentra la Pirámide Transamérica.
El pisco del Perú estaba disponible en San Francisco desde la década de 1830 cuando fue importado por comerciantes de pieles y cebo que hacían comercio con pueblos de California. Durante la fiebre del oro de California de 1849, el pisco ya estaba disponible en San Francisco. 
El Bank Exchange & Billiard Saloon servía pisco, entre otros licores, cuando abre sus puertas en 1853. Muchos ponches a base de pisco se prepararon en el Bank Exchange durante el transcurso de una larga sucesión de dueños, la que culmina en 1893, con Duncan Nicol. Nicol fue el último dueño del Bank Exchange hasta que el bar cierra sus puertas permanentemente debido a la ley seca de los Estados Unidos de 1919.
Duncan Nicol inventó una receta de pisco punch (ponche de pisco) usando pisco del Perú, piña, jugo de limón, azúcar, goma arábiga y agua destilada. El ponche era tan fuerte que un escritor de la época escribe que "sabe a limonada pero regresa como la patada de un toro salvaje recién enlazado". Otros decían que "haría al más pequeño de los mosquitos pelear contra un elefante". Harold Ross, el fundador de la revista New Yorker escribió en 1937 que "en los viejos días de San Francisco había un famoso trago llamado Pisco Punch, hecho de pisco, un brandy peruano... [el cual] sabía a limonada pero que pateaba como vodka, o peor".
El día 28 de agosto se conmemora el Día del Pisco Punch.